# Koreakriget
Koreakriget är en pågående väpnad konflikt på Koreahalvön som startade den 25 juni 1950. I praktiken upphörde dock krigshandlingarna i samband med att vapenstillestånd ingicks den 27 juli 1953. En fredsdeklaration skrevs under i Pyongyang den 4 oktober 2007, med målet att ersätta vapenstilleståndet med ett permanent fredsavtal. 
Före det formella krigsutbrottet ägde ett stort antal militära konfrontationer rum. Kriget började med att Nordkorea angrep söder om den 38:e breddgraden. Förenta nationernas säkerhetsråd antog den 27 juni en resolution som uppmanade medlemsstaterna att undsätta Sydkorea. Sovjetunionen bojkottade vid denna tid säkerhetsrådet och kunde därför inte lägga in sitt veto. FN-styrkor ledda av USA gick in på Sydkoreas sida, medan Nordkorea senare mottog hjälp från Kina. Kriget övergick snart i ett dödläge. Tre år senare enades parterna om ett ”tillfälligt” vapenstillestånd som råder än i dag (2025).
De mänskliga förlusterna i kriget var stora: Sydkorea förlorade cirka en miljon, Nordkorea cirka en miljon, Kina troligen cirka 600 000, USA drygt 36 000 och övriga FN-länder cirka 3 000 man.

## Bakgrund
Fram till andra världskrigets slut var Korea en del av Kejsardömet Japan. Under Potsdamkonferensen som pågick juli–augusti 1945 mellan segrarmakterna i andra världskriget beslutades det att den 38:e breddgraden, som går rakt genom Koreahalvön och delar denna i en nordlig och en sydlig del, skulle utgöra gränsen mellan Sovjetunionens respektive USA:s kommande ockupationszoner i Korea. Efter att USA och Sovjetunionen tagit kontroll över sina delar, påbörjades förhandlingar för hur Korea skulle återförenas och få självständighet. I december 1945 enades Sovjetunionen, Storbritannien och USA om att en provisorisk demokratisk regering snabbt skulle upprättas med deltagande av de koreanska partierna och folkrörelserna. Förhandlingarna misslyckades och 1947 hänsköt USA ärendet till FN. En speciell FN-kommitté för Korea bildades, men den sovjetiska befälhavaren tillät inte FN tillträde till norra Korea.
Den 15 augusti 1948 bildades formellt Republiken Korea; allmänna val hölls och Syngman Rhee blev premiärminister. Demokratiska Folkrepubliken Korea bildades med Kim Il Sung som partiordförande. De sovjetiska trupperna lämnade Nordkorea i december 1948 och USA drog sig tillbaka i juni 1949. De båda koreanska parterna hävdade att just de var den rätta att leda ett återförenat Korea. Tonen hårdnade och militära förband – både sydkoreanska och nordkoreanska – gjorde räder över 38:e breddgraden.

## Kriget bryter ut

Fronten böljade fram och tillbaka innan den stabiliserade sig vid 38:e breddgraden 1951.

Den 25 juni 1950 gick de nordkoreanska trupperna över gränsen.
Efter Sovjetunionens fall har man i arkiven funnit att Kim Il Sung rest till Moskva och diskuterat Sydkoreafrågan. Stalin motsatte sig länge ett anfall då han fruktade att USA skulle ingripa. Kim spelade då ut ledarna för Kina och Sovjetunionen mot varandra: han fick både Mao Zedong och Stalin att tro att den andre var mer positiv till ett krig än han verkligen var. Vid ett möte med Stalin i april 1950 lyckades Kim Il Sung övertyga om att det skulle bli en snabb seger och om att det inte fanns någon risk för amerikansk intervention eller för upptrappning till världskrig. Stalin godkände då planen under förutsättning att man även fick stöd från Kina. I maj 1950 reste Kim till Peking för att träffa Mao, som dock också oroade sig för amerikansk intervention. Men Kim förklarade osant att Stalin redan hade godkänt planerna, varefter Mao gav sitt medgivande. Både den amerikanske generalen Douglas MacArthur och utrikesministern Dean Acheson hade också offentligt sagt att USA:s försvarslinje går från Filippinerna, till Ryukyuöarna, Japan och vidare till Aleuterna, vilket alltså uteslöt Korea.
En annan bidragande orsak till att Stalin ändrade sig och godkände anfallet var att Mao Zedong, efter att kommunisterna i praktiken hade segrat i kinesiska inbördeskriget, kunde proklamera Folkrepubliken Kina den 1 oktober 1949. Kina kunde nu också dras in så att de delade riskerna med att starta ett krig, och Stalin ville inte heller att hans position som den internationella kommunismens ledare skulle ifrågasättas av kineserna, vilket de kanske skulle göra om han höll tillbaka revolutionens sak i Asien. Att Sovjetunionen genomförde sitt första kärnvapenprov i augusti 1949 kan också ha ökat Stalins självförtroende. Även Sydkoreas ledare Rhee hade varit ivrig att starta ett fullskaligt krig med syftet att återförena de två staterna men fick inget stöd från USA.
Anfallet ägde rum en söndag då de flesta sydkoreanska officerare var lediga. USA:s president Harry S. Truman valde att inte gå till kongressen och begära en krigsförklaring vilket skulle kunna ta för mycket tid. I stället vände sig Truman till Förenta nationerna (FN), något som han i efterhand fick kritik för. FN:s säkerhetsråd, där inte Folkrepubliken Kina och Sovjetunionen fanns representerade då, antog den 25 juni en resolution som krävde ett omedelbart stopp på fientligheter och de nordkoreanska styrkornas tillbakadragande bakom den 38:e breddgraden. Två dagar senare antog säkerhetsrådet en resolution som uppmanade medlemsstaterna att undsätta Sydkorea. Den 7 juli antogs en resolution om bildandet av en FN-styrka under amerikansk ledning för att slå tillbaka attacken. Som befälhavare utsågs MacArthur. En vecka senare överförde Syngman Rhee de sydkoreanska styrkorna till FN, och från denna dag stred samtliga styrkor på den södra sidan under den blå-vita FN-flaggan. Allt detta blev möjligt eftersom Sovjetunionen bojkottade säkerhetsrådets möten – i protest mot att Folkrepubliken Kina inte fick vara representerat – och inte kunde lägga in sitt veto. Nationalistkina (Republiken Kina på Taiwan), som leddes av Chiang Kai-shek, innehade Kinas plats. 
Det nordkoreanska anfallet hade kommit som en överraskning för amerikanerna. De tvivlade inte på att Nordkorea handlat på order från Moskva och man hade svårt att föreställa sig konflikten som ett inbördeskrig vars mål var att återförena Korea. Trumanadministrationen såg kriget som ett test från Sovjetunionens sida på hur långt de kunde gå, och efter Korea trodde man att det kunde komma ett anfall mot Iran eller till och med Västtyskland. Av den anledningen ansågs det viktigt att stoppa aggressionen. Amerikanerna hade dock trott att Sydkorea möjligen skulle komma att inordnas i det socialistiska blocket på grund av gerillakrigföring eller politiskt tryck, något som man måste acceptera som en möjlighet när de amerikanska trupperna drogs tillbaka i juni 1949. Det fanns områden med större strategisk betydelse; därav talet om en försvarslinje som gick utanför Korea.
Nord hade till en början stora framgångar och redan den 28 juni föll Seoul. De amerikanska styrkorna som var dåligt utrustade och omotiverade drevs på reträtt. Inga sovjetiska soldater deltog i kriget, med undantag av några stridspiloter (se nedan). Ett fåtal militära rådgivare fanns, men de var förbjudna att gå söder om 38:e breddgraden.
FN-styrkorna fortsatte att retirera och bildade en skyddande ring runt hamnstaden Pusan. Pusan var den enda stora hamn i söder som kunde ta emot trupptransporter. I början av september 1950 stod Nordkorea bara ett par mil från Pusan.

## FN-styrkorna slår tillbaka

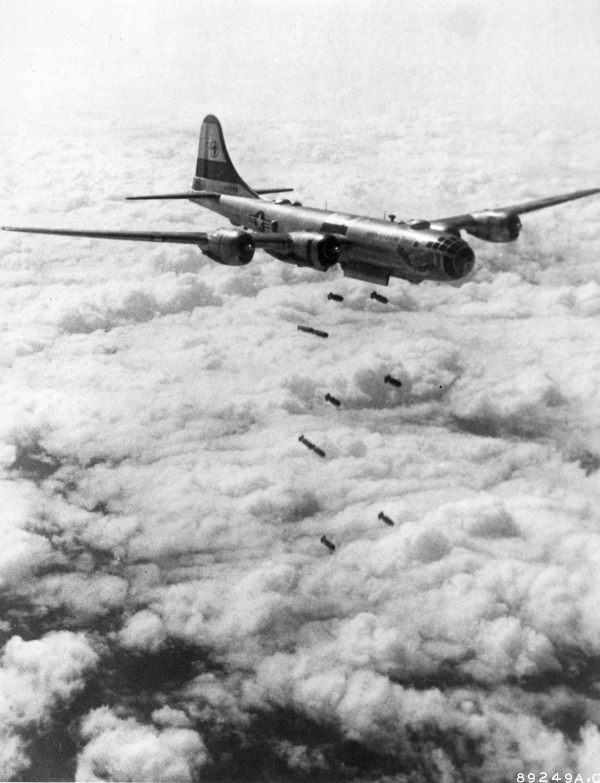
En B-29:a släpper bomber under Koreakriget.

FN-styrkorna bestod av förband från Sydkorea (som dock ej var medlem av FN), USA, Australien, Storbritannien, Nya Zeeland, Nederländerna, Kanada, Sydafrika, Frankrike, Filippinerna, Colombia, Turkiet, Thailand, Grekland samt Etiopien. Därtill kom sjukvårdsförband från Danmark, Norge, Italien (ej FN-medlem) samt Indien. Det svenska fältsjukhuset i Pusan, formellt i regi av Svenska Röda korset men i praktiken genom svenska staten, tog emot de första patienterna på dagen tre månader efter krigsutbrottet. Sjukhuset beskrevs som effektivt och välskött och fick stort utrymme i amerikansk press, då även alliansfria Sverige ansågs ha tagit ställning mot den kommunistiska aggressionen. De olika länderna satte in sina styrkor under olika tidpunkter i kriget.
Den 15 september anföll FN-styrkorna Incheon, Seouls hamnstad, och ett brohuvud etablerades en bra bit bakom fronten. Detta oroade nordkoreanerna som avdelade sin trupp att slå tillbaka. I söder kunde nu FN avancera norrut och den 26 september återtogs Seoul. Efter dessa framgångar gav den amerikanska presidenten Truman efter mycket diskussioner den 27 september klartecken till MacArthur att fortsätta över den 38:e breddgraden in i Nordkorea, ett beslut som skulle visa sig ödesdigert. På utrikesdepartementet var Rysslandsexperterna George F. Kennan och Charles Bohlen emot beslutet men biträdande utrikesminister Dean Rusk var för det. Den 30 september gick sydkoreanska trupper över gränsen. 
Sovjetunionen hade avbrutit sin bojkott av säkerhetsrådet och lagt veto mot ett flertal resolutioner i säkerhetsrådet. Den 20 september lade därför Acheson fram det så kallade Uniting for Peace-förslaget. Det innebar att om säkerhetsrådet på grund av oenighet inte kan ingripa när det finns ett hot mot freden, så ska istället generalförsamlingen kunna rekommendera medlemmarna att vidta gemensamma åtgärder. Förslaget antogs av generalförsamlingen den 3 november.
En resolution antogs av FN:s generalförsamling den 7 oktober om återförening av ett demokratiskt och självständigt Korea. Detta följdes av att också amerikanska styrkor gick över gränsen. 
Den 14 oktober träffades MacArthur och Truman på en uppmärksammad konferens på Wakeöarna. Presidenten frågade MacArthur om det fanns någon risk för att Kina skulle ingripa i kriget. MacArthur sade att risken var mycket liten och uppskattade att kineserna hade mellan 50 000 och 60 000 man som kunde sättas in, men att de inte hade något flygvapen och således: ”if the Chinese tried to get down to Pyongyang there would be the greatest slaughter”. Kriget skulle, enligt MacArthur, vara avslutat före jul. Även CIA hade tidigare rapporterat att Kina sannolikt inte skulle ingripa.
Offensiven fortsatte och den 19 oktober intogs Nordkoreas huvudstad Pyongyang. FN gick vidare norrut och i slutet av oktober 1950 stod man nästan vid kinesiska gränsen vid Yalufloden.

## Kina ingriper
Efter FN-styrkornas framgångsrika offensiv var Stalin ett tag beredd att ge upp. Han sade till Chrusjtjov: ”Än sen. Det går som det går. Låt amerikanerna bli våra grannar.” När Kim Il Sung vädjade till Stalin om hjälp fick Mao den 1 oktober rådet av den sovjetiske ledaren, att flytta fem eller sex divisioner till 38:e breddgraden men Stalin ville inte sätta in några egna trupper. Saken var dock inte avgjord än. Den 12 oktober bad Stalin Kim Il Sung att se till att få ut sina styrkor ur Nordkorea, vilket var detsamma som att be honom erkänna sig besegrad. De kinesiska ledarna, politbyrån i Kinas kommunistiska parti, var också osäkra och tveksamma, även om Mao själv ville sätta in trupper. Mao var besviken på Stalin som tidigare hade lovat flygunderstöd i Korea men nu endast kunde erbjuda vapenleveranser och eventuellt flygunderstöd för kinesiska städer. Till slut bestämde sig emellertid politbyrån för att ingripa och Mao kunde informera ryssarna och nordkoreanerna om att Kina kom till undsättning. Från den 19 oktober började kinesiska styrkor i stora skaror, cirka 300 000 man, korsa Yalufloden in i Nordkorea. Ingen formell krigsförklaring skedde, utan trupperna var så kallade frivilliga i Nordkoreas krigsmakt. De kallades så för att tydliggöra att det inte var något krig mellan de två staterna Kina och USA. Den väldiga kinesiska styrkan gjorde att FN-trupperna kunde börja drivas på reträtt. I slutet av 1950 hade nordkoreanska och kinesiska trupper återtagit territorium fram till 38:e breddgraden. De gick vidare och intog Seoul för andra gången den 4 januari 1951. De avancerade ännu en bit in i Sydkorea innan amerikanerna och deras allierade lyckades stabilisera fronten. Kineserna hade nu avancerat så långt in i Korea att det var svårt att förse trupperna med krigsmateriel, proviant och kläder i den stränga kylan. Befälhavaren Peng Dehuai sade därför till Mao att de borde retirera, men Mao ville inte gå med på det.  
Kinas ingripande i kriget gjorde att MacArthur började argumentera för hårdare insatser och utökning av kriget genom bland annat flygbombningar av kinesiskt område. Han krävde även att kärnvapen skulle sättas in. MacArthurs kampanj skedde delvis i amerikansk press där han kritiserade Truman för att vara för slapphänt gentemot kommunisterna. Det hela underlättades inte av att MacArthur hade politiska ambitioner inom det Republikanska partiet medan Truman var demokrat. 
Den 7 mars 1951 började motoffensiven, kallad Operation Ripper, med Matthew Ridgway som befälhavare för USA:s 8:e armé. Ridgway hade ersatt Walton Walker efter att denne dött i en bilkollision i december 1950. Offensiven föregicks av den mest omfattande bombningen under hela kriget. Den 16 mars lyckades FN-trupperna åter inta Seoul – det var fjärde gången staden bytte sida – och i slutet av mars hade man nått 38:e breddgraden.
Konflikten mellan MacArthur och Truman hade fortsatt. Den 11 april 1951 avskedades general MacArthur av president Truman, och Ridgway blev ny befälhavare för FN-styrkorna. Det blev därmed bara ett begränsat krig. Den sista händelsen i dispyten hade inträffat den 5 april. Den republikanske minoritetsledaren i Representanthuset, Joseph W. Martin, läste inför en fullsatt kammare upp ett brev som MacArthur hade skickat till honom: ”Det verkar märkvärdigt svårt för vissa att inse att det är här i Asien som kommunistkonspiratörerna har valt att spela spelet om att ta över världen [...] om vi förlorar kriget mot kommunismen i Asien så är Europas fall oundviklig [...] vi måste vinna. Det finns ingen ersättning för seger.” MacArthur sade senare att anledningen till att han inte vunnit Koreakriget var att Washington tvingade honom att slåss ”med en arm bakom ryggen” mot kommunisterna.

## Dödläge och eldupphör

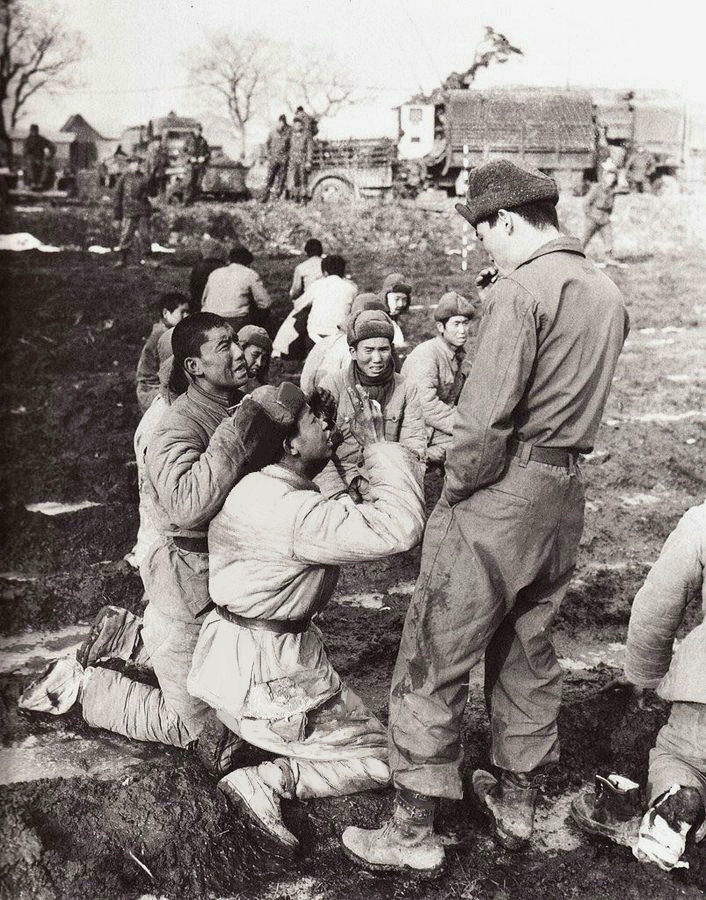
Tillfångatagna kinesiska soldater tigger om sina liv till en sydkoreansk soldat och tror att de kommer att avrättas, 1951.

Från både FN:s och Kinas håll tyckte man nu att kriget hade nått ett dödläge, att man bara slösade med soldaters liv. De båda ursprungskontrahenterna, Syngman Rhee och Kim Il Sung, ville båda fortsätta kriget. Förhandlingstrevare slängdes ut via Sovjetunionens FN-ambassadör Jacob Malik och förhandlingar började i juli 1951, men det dröjde ända till den 27 juli 1953 innan ett avtal om vapenstillestånd skrevs under i byn Panmunjom. Undertecknare (signatärer) var militära överbefälhavare från Kina och Nordkorea, å ena sidan, och Förenta Nationerna å den andra. Under tiden fortsatte striderna. En av anledningarna till att det drog ut på tiden var att mycket få av de nordkoreanska krigsfångarna ville återvända, medan nästan samtliga sydkoreanska ville hem. Vapenstilleståndslinjen går till största delen strax norr om 38:e breddgraden. På nordkoreanska sidan, nära gränsen till Sydkorea, finns Ingen återvändo-bron (koreanska: 돌아올 수 없는 다리), känd för att koreanerna efter Koreakrigets slut fick välja vilken sida de ville leva på.
1954 hölls en FN-konferens i Genève med Koreas enande på dagordningen, men den gav inget resultat. Därför gäller avtalet om vapenstillestånd och den demilitariserade zonen än i dag. Inget fredsfördrag har skrivits under, vilket innebär att länderna fortfarande ligger i krig med varandra.
Officiellt är både Nord- och Sydkorea för en framtida återförening, vilket i dagsläget dock hindras bland annat av politiska motsättningar mellan länderna.

## Planer på att använda kärnvapen
I början av 1950-talet hade USA ett klart övertag framför Sovjetunionen vad gällde kärnvapen. Vid en berömd presskonferens den 30 november 1950 antydde Truman att USA inte uteslöt att använda kärnvapen. Men Trumanadministrationen försäkrade efteråt att presidentens ordval hade varit olyckligt och att det inte fanns några planer på att använda atombomben.
Trumans befälhavare MacArthur ville, som nämnts ovan, använda kärnvapen. USA hade också planer på att använda kärnvapen men gjorde inte det. Våren 1951 levererades kärnvapendelar till en amerikansk bas i Okinawa, efter en begäran från MacArthur den 10 mars. Anledningen till att MacArthur avskedades i april 1951 var inte bara för att han var ovillig att lyda order. Truman ville ha en mer pålitlig befälhavare ifall man framöver skulle bestämma sig för att använda kärnvapen. Men USA var orolig för att kriget skulle utökas. Det fanns risk för att Sovjetunionen skulle bli indraget. En annan anledning till att kärnvapen aldrig sattes in var att den kinesiska offensiven slogs tillbaka. Det blev alltså bara ett så kallat ”begränsat krig”.

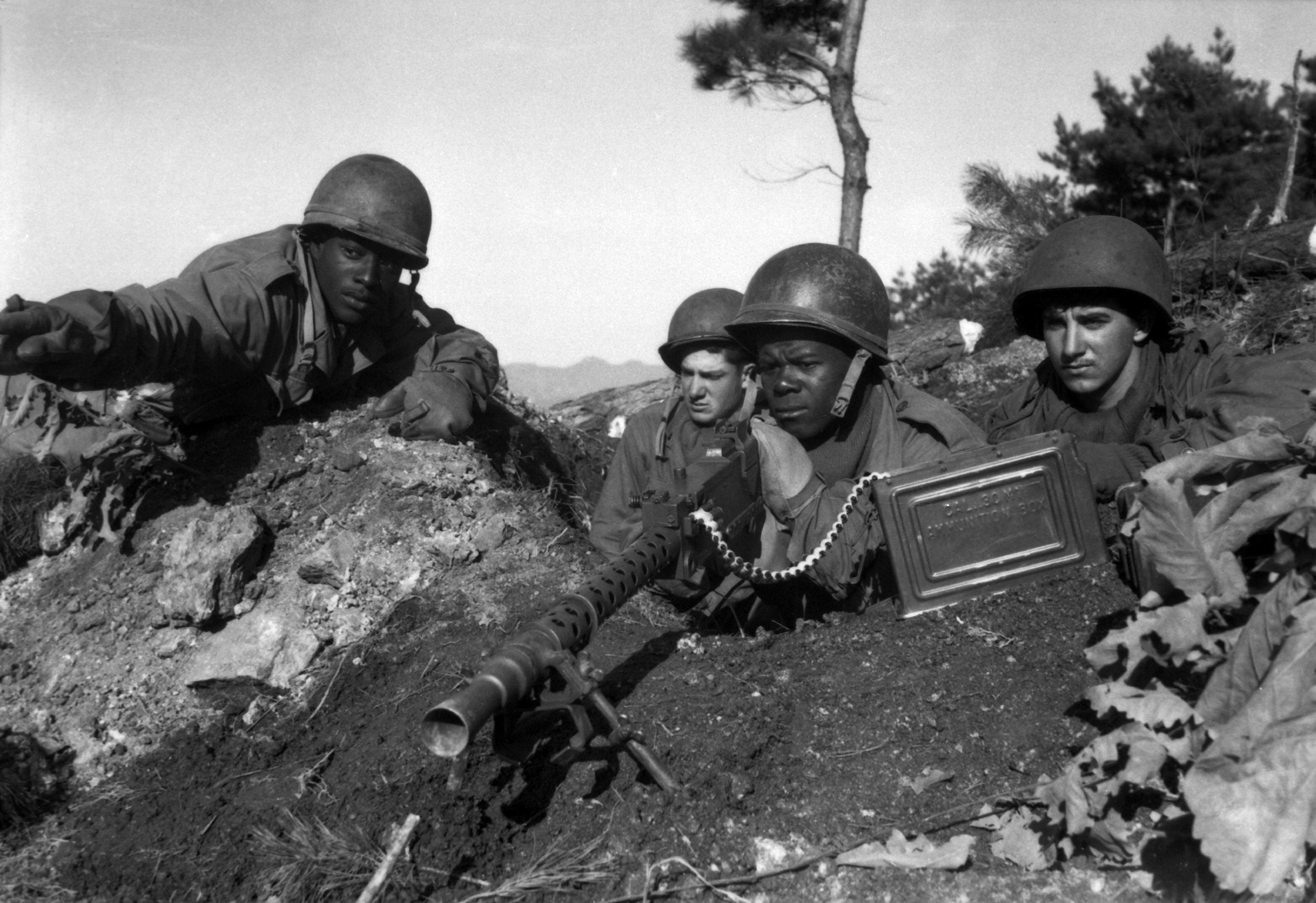
Amerikanska soldater norr om Chongchon-floden i Korea, 20 november 1950.

Dwight D. Eisenhower, som blivit USA:s president 1953, hotade indirekt med att använda kärnvapen, och skyndade på så sätt på försöken att få ett vapenstillestånd. En annan bidragande orsak till att kriget tog slut var Stalins död i mars 1953; på hösten 1952 hade Kina och Nordkorea varit beredda att avsluta kriget, men Stalin insisterade på att de skulle fortsätta.

## Sovjetisk inblandning
Till skillnad från USA deltog inte Sovjetunionen aktivt i kriget i någon stor omfattning, några marktrupper användes inte. Men som tidigare nämnts var det Stalin som godkände det nordkoreanska anfallet. Dokument som offentliggjordes under 1990-talet har dessutom visat att sovjetiska piloter deltog i kriget, vilket tidigare inte varit känt. Koreakriget var därför ett av två tillfällen under kalla kriget då USA och Sovjetunionen stred mot varandra.

## Dramatiserade skildringar
- Brotherhood of War
- Joint Security Area
- Broarna vid Toko-Ri
- M*A*S*H (film)
- M*A*S*H (TV-serie)
- The Front Line